# Géo-Fourrier
Pour les articles homonymes, voir Fourrier (homonymie).
Georges Fourrier,connu sous le pseudonyme de Géo-Fourrier, né le 16 juin 1898 à Lyon et mort le 8 avril 1966 à Quimper, est un peintre, illustrateur et graveur français.
Ses œuvres s'inspirent de l'art japonais, mais il est particulièrement connu pour ses productions régionales, notamment celles inspirées de la Bretagne.

## Biographie
Géo-Fourrier nait à Lyon, où son père est directeur de la Compagnie d’électricité Edison. La famille déménage ensuite dans le 8e arrondissement de Paris près du parc Monceau. Son état de santé se détériore en 1913, l'obligeant à rester alité pendant trois ans, avant une guérison en 1919. Durant sa convalescence, il s’intéresse au dessin et à l’art japonais, et entreprend dès 1919 des études artistiques. En 1917, il réalise un dépliant (makemono ou ohiron) intitulé Documents de décoration tirés de l'art Japonais, représentant des objets des collections du musée Guimet (netsukes, inros, boîtes à thé, plateaux en bois de kiri, tsubas, masques). 
En 1920, il est engagé chez le parfumeur Jones comme dessinateur, puis intègre en 1921 l’École nationale supérieure des arts décoratifs de Paris, où il rencontre et se lie d’amitié avec Auguste Mathieu et Auguste Matisse qui lui permettent d'être admis comme membre titulaire de la Société des artistes français le 6 mai 1924. Il rencontre également Prosper-Alphonse Isaac dont il sera le dernier élève ainsi que le maître japonais Yoshijiro Urushibara. C’est à cette époque qu’il découvre la Bretagne durant des vacances, sans s’y installer dans l’immédiat. En 1922, il est engagé comme dessinateur aux grands magasins du Printemps (on n'en conserve toutefois aucune trace dans les catalogues commerciaux), puis en 1923 chez Gaillard, maître orfèvre, où il reste jusqu'en 1925. Il part ensuite durant les derniers mois de l’année 1927 au Maroc, puis en 1930-1931 en Afrique-Équatoriale française, d’où il rapportera de nombreux dessins et voyages,.
En 1928, il s’installe à Quimper après avoir épousé sa femme Charlotte à Vézelay. En 1933, il obtient de la Société d'encouragement à l'art et à l'industrie une commande pour un revêtement céramique qui sera commercialisé sous le nom « ARMOR ». Il entre alors en contact avec la manufacture Henriot de Quimper, faïencier, avec qui il collaborera plusieurs fois.
En janvier 1940, durant la Seconde Guerre mondiale, il est nommé professeur intérimaire de dessin au lycée de jeunes filles de Quimper, puis en avril de la même année professeur à l'École normale de Quimper.
En 1942, il expose à Quimper à la galerie Saluden ses œuvres en céramique exécutées à la faïencerie de Quimper, comprenant des pièces uniques.
Geo-Fourrier meurt le 8 avril 1966 à Quimper.

## Œuvre
Artiste complet, Géo-Fourrier pratique durant sa vie la peinture, la gravure, l'illustration, mais crée également des bijoux, de la céramique, des pipes ainsi qu’une grande série de cartes postales, dont un grand nombre porte sur la Bretagne. Il est également l'auteur de plusieurs centaines de photographies lors de ses voyages, dont la majorité est conservée à Paris au musée du Quai Branly - Jacques-Chirac,. 
Ses œuvres sont signées « FG », comme on le retrouve également sur ses ex-libris (on en décompte douze différents). L'un d'entre eux, celui au masque d'Okame, est présent dans un ouvrage[réf. nécessaire] conservé à la Bibliothèque nationale de France. 

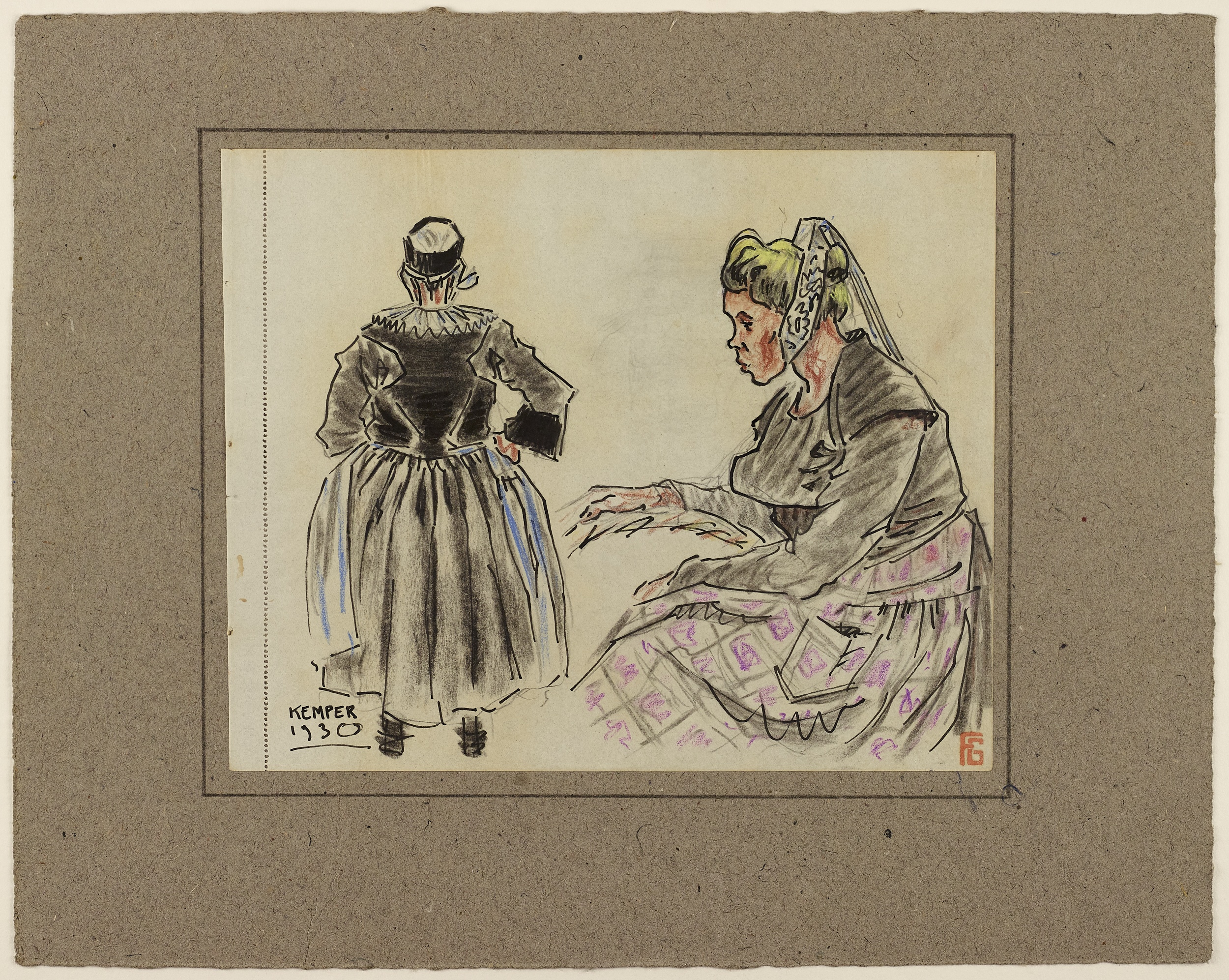
Dessin (Crayon noir, Pastel, Plume, Collage) Quimper (1930). Collection musée de Bretagne

Plusieurs œuvres de Géo-Fourrier sont conservées dans des collections publiques, principalement au musée départemental breton à Quimper, comme le Brûleur de Goémon de Notre-Dame de la Joie (1936, gravure sur bois imprimée en couleurs, 27 × 35 cm) ou Les Costumes de fêtes (1938, gravure sur bois imprimée en couleurs sur fond argenté, 35 × 25 cm) ; et au musée de Bretagne à Rennes, comme Kemper 1930 (1930, crayons de couleur sur papier calque), Catel de Saint-Gwenole (1941, monotype sur papier), Dinam de Keranreun Pont-Aven (impression photomécanique en couleurs sur papier cartonné), Kemper (crayon noir, pastel, plume et collage sur papier) et Rumengol 1930 (pastel, crayon de couleur, plume et mine graphite sur papier calque).
On peut également citer la création de plusieurs séries de cartes postales et l'illustration de plusieurs ouvrages, tels : 
- Charles le Goffic, Le Crucifié de Keralies, Saint-Brieuc, O.L. Aubert, 1927 ;
- Claude Farrère, Les Hommes nouveaux, Paris, Horizon de France, 1928 ;
- Camille Vallaux et Henri Waquet, Visages de la Bretagne, en collaboration avec Mathurin Méheut, Paris, Horizons de France, 1941-1945 ;
- Julien Guillemard, L'Oiseau Noir, nouvelle publiée dans la Revue Maritime entre mai et août 1928 ;
- André Lichtenberger, « Amrou, frère des aigles », édité dans la revue Les Enfants de France en 1930.

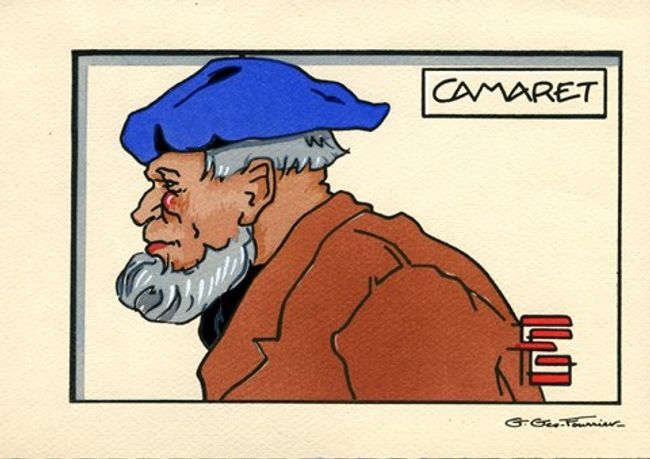
Estampe, Vieux langoustier de Camaret. Musée départemental Breton

Sont également conservés des projets d'illustrations de plusieurs ouvrages d'auteurs chers à Geo-Fourrier, comme : 
- Jean Richepin, La Mer.
- Jules Michelet, La Mer.
- Ernest Psichari, Le Voyage du Centurion.
- Pierre Loti, Japoneries d'Automnes, La troisième Jeunesse de Madame Prune, Les désenchantées et Aziyadé.
- Edmond Rostand, Cyrano de Bergerac, Chantecler, L'Aiglon.
- Henri Lavedan, Le marquis de Priola.
- Paul Géraldy, Toi et Moi.
- Gabriel Vicaire, Au Pays des Ajoncs, projet d'édition abandonné par Octave-Louis Aubert, mais édité en 2005 par les éditions ASIA, avec les illustrations de Géo-Fourrier reproduites au pochoir par l'Atelier de Coloris à la Main à Ploubazlanec[1].
- Anatole Le Braz, Gardien du feu, l'ouvrage venait d'être édité chez Mornay en 1923 avec des dessins de Mathurin Méheut[1].

## Publications
Géo-Fourrier, après son voyage en Afrique-Équatoriale française, écrit plusieurs articles publiés dans les revues Art et Décoration ou La Nature, entre 1932 et 1934 : 
- « Les bourmas du Bahr-Sara », Art et Décoration, mai 1932, p. 157-160.
- « Civilisations agonisantes du Tchad, I. les Mousgou », La Nature, décembre 1933.
- « Civilisations agonisantes du Tchad, II. Les Moundang du Maïo Kebbi », La Nature, décembre 1934.
- « Les Borroro pasteurs nomades du Tchad », La Nature, février 1934, p. 106-110.
- « L'architecture et les arts indigènes en Afrique équatoriale française », La Nature, août 1934.
- « Sur le Bahr Sara, II. Maïssala », La Géographie, mars 1937, p. 138-146, 3 figs[21].

## Expositions
De son vivant, Géo-Fourrier a exposé ses œuvres d'Afrique équatoriale française, Oubangui-Chari et Tchad au musée d'Ethnographie du Trocadéro (devenu le musée de l'Homme) à Paris du 4 mars au 26 mars 1933.
- Du 6 octobre 2001 au 2 janvier 2002 : musée des Beaux-Arts de Pont-Aven[22],[23].
- 2003 : musée bigouden à Pont-l'Abbé[24].
- 2005 : Impressions bretonnes, la gravure sur bois en Bretagne, 1850-1950, musée départemental breton, Quimper.
- Du 21 mars au 30 avril 2006 : Géo-Fourrier : carnet de voyage[25], médiathèque Florian, Rambouillet ; exposition à Saint-Briac-sur-Mer.
- 2007 : Penmarch.
- 2008 : Trégastel ; Douarnenez.
- 2010 : musée de l'Imprimerie à Nantes ; Plonéour-Lanvern[26].
- 2011 : Pénestin.
- Du 22 octobre au 1er novembre 2021 : musée Ar Skol de Perros-Guirec[27].
- Du 22 mars au 16 juillet 2022 : Géo-Fourrier voyageur et maître des arts décoratifs[1], bibliothèque Forney, Paris, commissariat d'André Soubigou[1].
- Du 2 avril au 31 décembre 2022 : Géo-Fourrier. Entre Japon et Bretagne, Carton Voyageur, musée de la Carte postale, Baud[28].
- Du 7 avril au 27 septembre 2025 : Géo-Fourrier, un aventurier explore la faïence de Quimper, au Musée de la Faïence de Quimper[29].

## Récompenses et distinctions
- 1921 : médaille d'or de composition décorative, médaille d'or d'art industriel et médaille d'argent d'études documentaires à l'École nationale supérieure des arts décoratifs de Paris ; plaquette de bronze de la Société d'encouragement à l'art et à l'industrie, à la suite d'une exposition au musée Galliéra.
- 1927 : médaille de bronze dans la section gravure au Salon des artistes français pour Le Sonneur de bombarde, gravure sur bois ; prix Paquet décerné par la Société coloniale des artistes français, avec bourse de voyage.
- 1929 : prix Bernheim de Villiers au Salon de peinture et de sculpture ; officier de l'ordre du Ouissam alaouite ; récompense pour sa participation à l'exposition nord-africaine de Casablanca.
- 1930 : prix de l’Afrique équatoriale française au Salon de peinture et de sculpture.
- 1932 : chevalier de l'ordre de l'Étoile noire du Bénin.
- 1934 : membre de la Société de géographie de France ; palmes d'officier d'Académie.
- 1935 : médaille d'argent au Salon des artistes français pour Le Port de Douardenez, La Cale Ronde, gravure sur bois.
- 1937 : médaille d’or à l’Exposition internationale de Paris pour les séries de carte « Normandie » et « Flandres » ; médaille d’argent à l’Exposition internationale de Paris pour les gravures Douarnenez et Le Brûleur de goëmons à Notre-Dame de la Joie.
- 1939 : commandeur de l’ordre du Ouissam alaouite.